# Liste von Persönlichkeiten aus Breganzona
Diese Liste enthält in Breganzona geborene Persönlichkeiten und solche, die in Breganzona ihren Wirkungskreis hatten, ohne dort geboren zu sein. Die Liste erhebt keinen Anspruch auf Vollständigkeit.

## Persönlichkeiten
(Sortierung nach Geburtsjahr)
- Künstlerfamilie Bettini. 

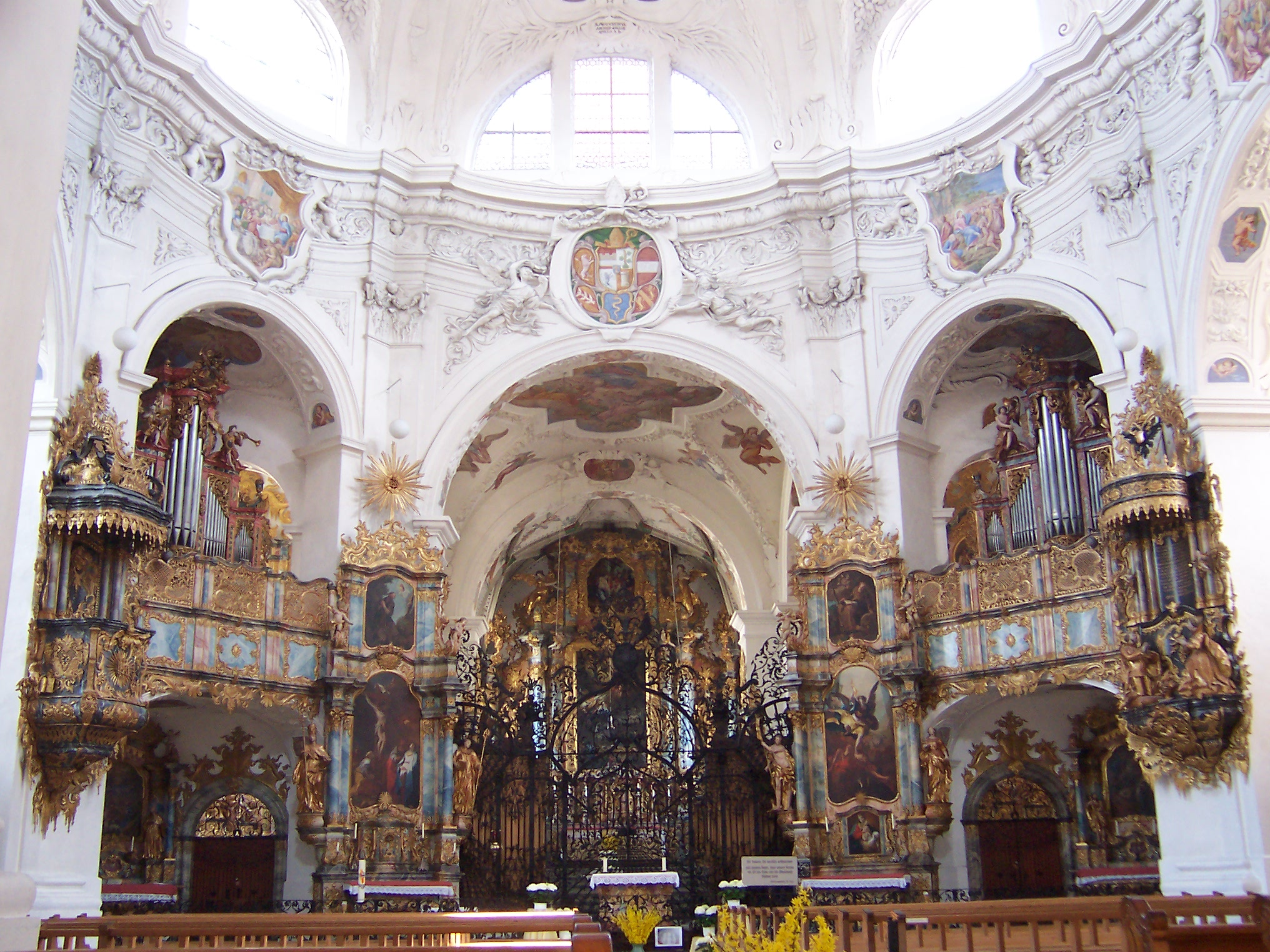
Giovanni Battista Bettini: Das Oktogon, Klosterkirche Muri, 1696.

  - Antonio Bettini (* um 1635 In Breganzona; † nach dem 1675 in Turin ?), Architekt, arbeitete in Turin am Bau der 1675 begonnenen St. Philippskirche[1][2]
  - Giovanni Battista Bettini (* um 1660–nach 1701), Baumeister und Stuckateur im Rastatter Schloss und im Oberes Schloss, Hüfingen; 1687 dekorierte er die Abtkapelle im Benediktinerkloster Muri und 1693 die Kirche von Kloster Pfäfers im Kanton St. Gallen; von 1694 bis 1696 schuf er die Stuckaturen im Oktogon der Kirche in Muri
  - Carlo Francesco Bettini (* um 1700 in Breganzona; † nach 1741 in Turin ?), Sohn des Andrea, Baumeister und Polier in Turin[3][4]

- Giovanni Battista Casagrande (* um 1680 in Biogno di Breganzona; † nach 1714 in Cuneo ?), Architekt. Er arbeitete 1707–1714 in Turin, Cuneo und Demonte[5]
- Paolo Casagrande (* um 1750 in Biogno di Breganzona; † nach 1796 in Warschau ?), Stuckateur in Warschau[5]

- Familie Polar. [6]
  - Carlo Francesco Pollaro (* um 1710 in Breganzona; † nach 1740 ebenda ?), Baumeister in Turin[7]
  - Giovanni Muzio Pollaro (* um 1712 in Breganzona; † nach 1742 ebenda ?), Baumeister schuf zusammen mit Antonio Pezzi, Michele Mossino e Giacomo Maffiotto in Turin[8]
  - Ignazio Polar (* um 1770 in Breanzona; † um 1815 ebenda ?), Bruder des Pietro, infulierter Abt am französischen Hofe bis zur Revolution[9]
  - Pietro Polar (1773–1845), Tessiner Grossrat (1808–1813, 1815–1830, 1834–1839, 1844–1845) und Staatsrat (1827–1830)
  - Secondo Polar (* 3. Mai 1821 In Breganzona; † 1895 ebenda), Offizier den Sonderbundsfeldzug mit, Tessiner Grossrat 1845–1852 und 1859–1881[10]
  - Giovanni Polar (1825–1868), Anwalt, Tessiner Grossrat und 1866–1868 des Nationalrats für die Konservativen
  - Ignazio Polar (1837–1900), Kauffmann, Mitglied des Tessiner Kantonsparlaments sowie des Nationalrats
  - Giovanni Polar (* 31. August 1868 in Breganzona; † 23. Januar 1941 in Flüelen), Tessiner Grossrat (1897–1920, 1926–1931) und Nationalrat

- Familie Leoni. [11]
  - Giacomino Leoni (* um 1600 in Breganzona; † nach 1648 ebenda ?), Baumeister tätig am Schloss Valentino in Turin[12]
  - Francesco Andrea Leoni (* 1769 in Turin; † gegen 1844 in Breganzona), Vertreter der provisorischen Regierung von Lugano 17999, Mitglied der kantonalen Tagsatzung 1801 und 1802; Mitglied des Zivil- und Strafgerichts von Lugano.[11]
  - Bernardino Leoni (* 12. März 1793 in Breganzona; † 15. November 1877 in Brescia), Doktor in der Medizin, Stabsarzt des Schweizer Regimentes in holländischen Diensten 1816–1828, dann Augenarzt im Kanton Tessin, Grossrat 1834–1839; Kantonalpräsident des Piusvereins 1864–1866, veröffentlichte: Stabio e la sua acqua solforosa.; Modo di eseguire l’operazione della cateratta.; Le acque di San Bernardino.[11]
  - Giuseppe Leoni (* 6. Juli 1803 in Breganzona; † 9. Oktober 1863 in Turin), Ingenieur in Turin, Professor und Mitglied der Ortsbehörde; Sankt Mauritius- und Lazarusritter[11]
  - Leone Leoni (* um 1850 in Breganzona; † um 1900 ebenda ?), neoklassischer Baumeister. Er projektierte 1881 die Nordflügel der Pfarrkirche Quirico e Giulitta[13]

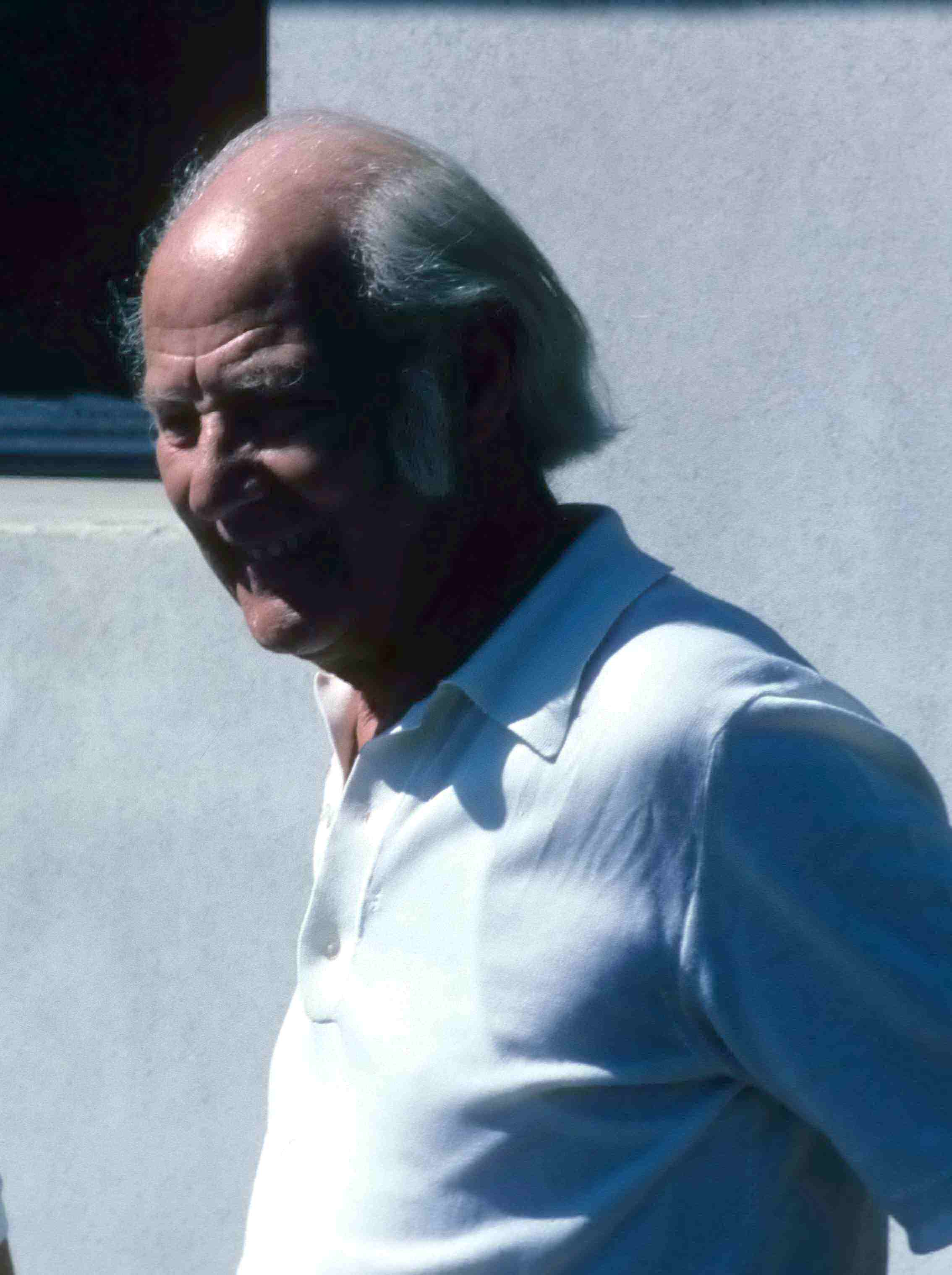
Francis Bott

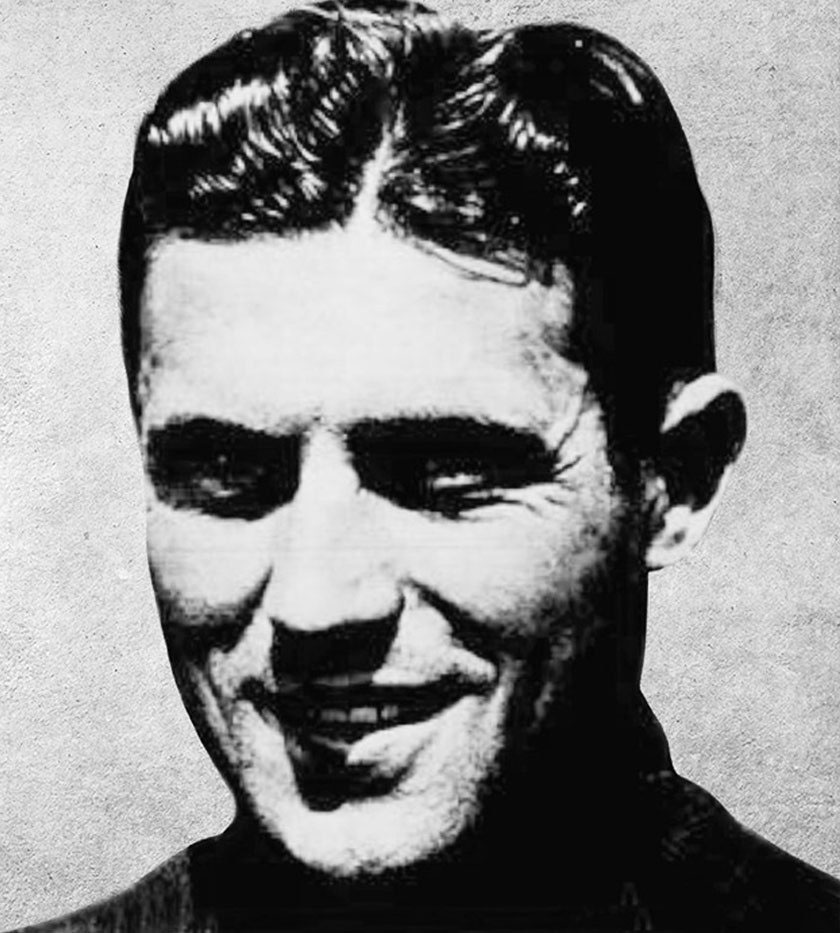
Alfredo Foni

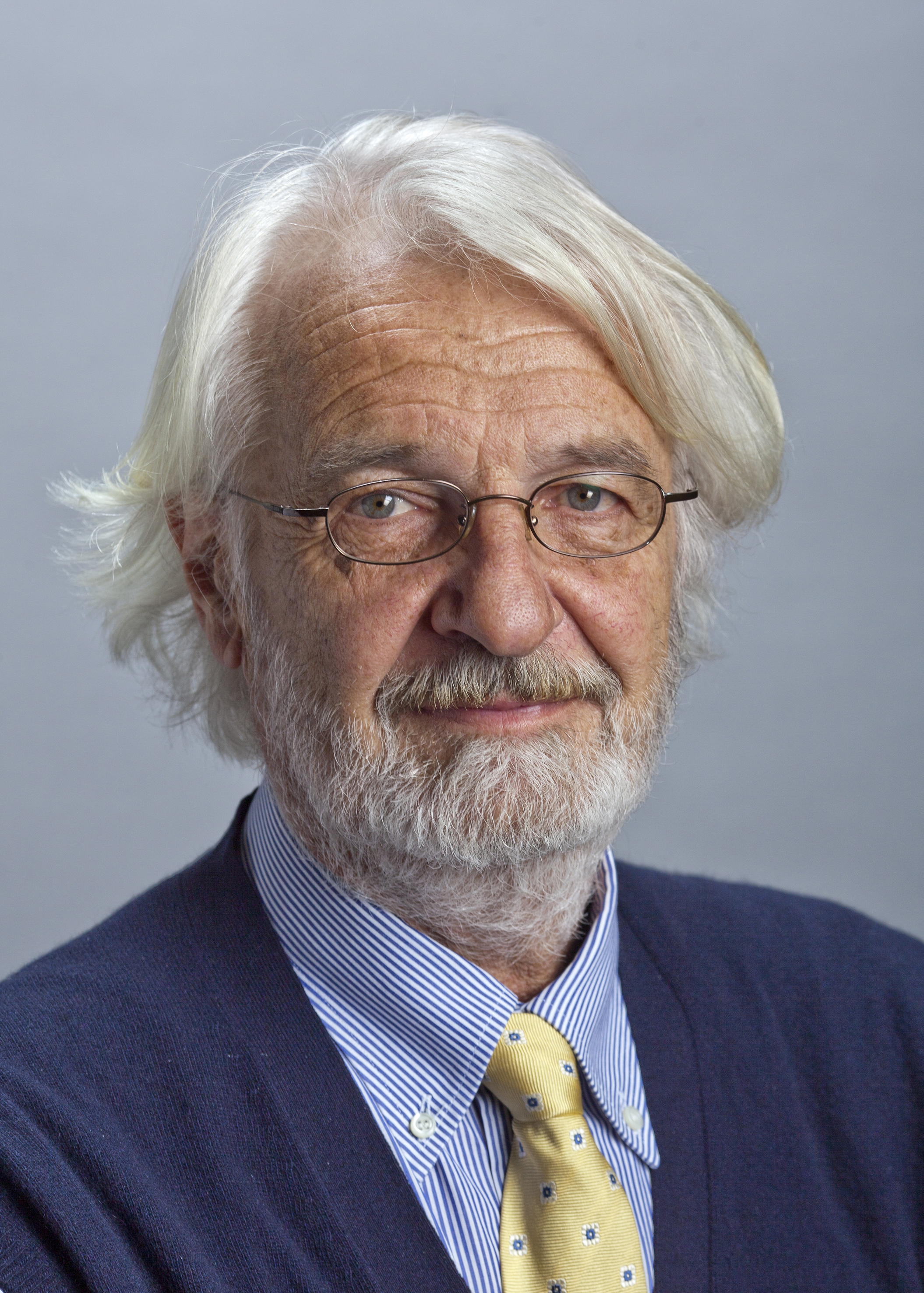
Pierre Rusconi

- Carlo Frasca (1806–1876), Rechtsanwalt, Gemeindepräsident von Lugano (1862–1876)[14]
- Emilio Censi (* 21. Juli 1837 in Lamone; † 14. August 1910 in Breganzona), Freidenker, Tessiner Grossrat, 1873–1875, Nationalrat 1902–1908[15][16]
- Carlo Censi (1872–1958), Anwalt und Politiker, Tessiner Grossrat und Nationalrat
- Biagio Bonoli (* 1888 in Breganzona; † 1916 Schlacht an der Marne), Militär, Unteroffizier der französischen Armee[17]
- Abram Poljak (1900–1963), Russisch-deutscher Schriftsteller[18]
- Francis Bott (Ernst Bott) (1904–1998), Schriftsteller, Journalist, Maler schuf Wandmalerei, Glasfenster, Bühnenbild. Er lebte ab 1970 vorwiegend im Breganzona
- Hans Grimm (* 30. Januar 1905 in Rehau; † 12. September 1998 bei Luino), deutscher Tonmeister und Filmregisseur[19]
- Alfredo Foni (* 20. Januar 1911 in Udine; † 28. Januar 1985 in Breganzona), ein Italienischer Fußballspieler und -trainer[20]
- Gabriella Staglieno Patocchi genannt Mucci (* 18. Juni 1929 in Genua; † 11. September 2006 in Breganzona), Malerin aus Peccia, Designerin und Grafikdesignerin[21][22][23]
- Valerio Crivelli (* 20. August 1933 in Novazzano; † 7. März 2007 in Lugano), Priester, engagiert im liturgischen Bereich, Redner, Katholischer Medienpreis für seine Aktivität an der Radiotelevisione Svizzera[24]
- Flavio Zanetti (* 27. Juni 1935 in Locarno), aus Bellinzona, Journalist und Schriftsteller, Dr.phil.I der Universität Bern. Ausgezeichnet mit dem Seminar Schweizer Geschichte Universität Bern 1958. Oertli-Preis 1984, wohnt in Breganzona[25][26]
- Ignazio Bonoli (* 6. Juli 1938 in Lugano), Oekonom, Politiker, ehemaliger Gemeindepräsident, Tessiner Kantonsparlamentsanwalt (Präsident 2001)[27], Präsident des Consorzio Protezione Civile della Regione Lugano Città[28]
- Gian Battista Fontana (* 20. April 1940 in Bern-Bümpliz; † 11. Januar 2017 in Breganzona), (Herkunftsort Bruzella), Maler, Plastiker, Radierer schuf Plastik, Lithografie, Zeichnung und Siebdruck; Schüler von Leo Steck, 1960 studierte an der Accademia di Belle Arti di Brera, (1959–1964) besuchte die Malereischule Max von Mühlenen in Bern, war Freund von Serge Brignoni, wohnte und war tätig in Breganzona[29][30]
- Maria Gloria Ferrari (* 16. Juli 1940 in Palermo), Pianist, Sie wohnt in Breganzona[31]
- Raffaello Somazzi (* 11. Juli 1946 in Lugano) (Bürgerort Breganzona), Maler, Zeichner, Serigraf, Bildhauer schuf Künstlerische Dekoration von Gebäuden. Künstlerischer Berater[32]
- Adriano Crivelli (* 6. Oktober 1949 in Breganzona) (Bürgerort Novazzano), Grafiker, Illustrator, Cartoonist[33]
- Pierre Rusconi (* 3. Dezember 1949; heimatberechtigt in Breganzona), Administrator, Politiker, Gemeinderat, Nationalrat[34]
- Nicola Pfund (* 1960 in Sorengo), Schriftsteller, Autor: Breganzona: echi dalla collina di ponente. Fontana Edizioni, Pregassona 2005[35]
- Chris Bünter (* 17. November 1961 in Breganzona), Zeichner, Textarbeiter und Installator[36]
- Alberto Moccetti (* 1961 in Lugaggia), Gymnasialdozent, Rektor des Liceo Diocesano von Lucino (Breganzona), Journalist, Schriftsteller, wohnt in Lugaggia[37][38]
- Flavia Rigamonti (* 1. Juli 1981), Schweizer Schwimmerin[39]